# Orah (Ravno, BiH)
Orah je naseljeno mjesto u općini Ravno, Federacija Bosne i Hercegovine, BiH.
Smješteno je blizu bosanskohercegovačko-hrvatske granice, u podnožju brda Vlaštica. Udaljeno je od Trebinja oko 25 km, a 15 km od Dubrovnika. Prije rata u Hrvatskoj i Bosni i Hercegovini pripadalo je tadašnjoj općini Trebinje, a sada se nalazi u općini Ravno u Hercegovačko-neretvanskoj županiji. Po tradicionalnoj podjeli ovog područja, Orah pripada Šumi trebinjskoj. Stanovnici sela Orah su po svojoj etničkoj pripadnosti Srbi, pravoslavne vjeroispovjesti.

## Povijest Oraha
Orah je srednjovjekovno selo i građa o starim Orašanima većinom se nalazi u Državnom arhivu u Dubrovniku.Ljubo Sparavalo prenosi kako se Orah spominje godine 1413. kao selo kneza Pavla Radenovića u kojem je živio Ostoja Pribilović – Hostoya Pribilovich de villa Pauli de Horac (1979:78). Marko Vego (1982:129) prenosi vijest iz 21. travnja 1460. godine o tužbi Radca Dobrinovića protiv Bogdana, nećaka Uratišića iz Oraha i drugove, ljude hercega Stjepana (Boddam nepotem Uratisich de Orach et socios homines se chercech), jer su mu uzeli silom jedno govedo i jedan zubun, jednu bursu s tri groša, jedan pojas od lana i ranili ga. Vego (1982:132) prenosi da se Vukić Milić iz Oraha, u župi Trebinje, spominje 1503. godine kao perlabuć (perlabuchi) - stražar. 
Dalje, isti autor navodi ugovor u kojem „Cvjetko Vukajlović iz Oraha (kod Huma) i glavni dužnici i mi Petar Radojević iz Huma iz Gomiljana (kod Trebinja blizu Tvrdoša) jamac koji pak se očitujem, očitujem po nama i našim imanjima i obavezujemo se dati i isplatiti 28 zlatnih dukata Mateju o. Karamucidi do svetkovine Uskrsnuća Gospodnjega… „  (1982:137). U prvoj polovici 17. stoljeća Orah se navodi u izvještajima katoličkih svećenika kao selo katolika, Vlaha Žurovića, posebno u jednom pismu dominikanca Josipa M. Bonaldi, koje je 1644. godine uputio Propagandi u Rim. Bonaldi je kao misionar iz Rima došao u Žuroviće i boravio u kolibici kod crkve sv. Petra u Zaplaniku te pričestio vjernike o Petrovu 1644. godine, i pismom izvijestio Rim o vjerskim prilikama u žurovićkom kraju. Pleme je dobilo naziv prema svojem vlaškom starješini Žuru Bogunoviću koji se javlja 1367. godine. U Žurovićima je tada bilo 15 katoličkih kuća sa 135 duša (komunikanata). U njima Bonaldi, u nešto iskvarenom obliku, navodi sljedeća hercegovačka sela: Grebci (Bobani), Slavogostići, Jasenica (sada selište Slavogostića), Kalađurđevići, Vukovići, Berovići (sada selište kod Začule) i Orah. Bonaldi ne navodi sela u kojima su živjeli stanovnici „grčkog obreda“, niti njihove domove u onim selima u kojima žive zajedno s katolicima. Iz podataka koje daje Bonaldi u ovom pismu vidi se da su srednjovjekovni Vlasi Žurovići naseljavali veći prostor uz dubrovačku granicu (1979:75).

### Tumul, stećci i crkvina
Oraško groblje je istovremeno suvremeno pravoslavno groblje i srednjovjekovna nekropola i nalazi se zapadno od sela. Osim Orašana u ovo groblje ranije su se sahranjivali i stanovnici obližnjeg zaseoka Srnjak. 
Ljubo Sparavalo detaljno opisuje nekropolu. U samom groblju se nalazi grobna gomila ili tumul. Promjer grobne gomile je oko 15 m, a visina do 2 m. Na samom vrhu grobne gomile je crkvica, a pred njom skupina stećaka. Pred crkvicom na gomili, napravljen je plato na kome se nalaze dva stećka. Od srušene crkvice sačuvali su se zidovi do visine od 80 cm. Vidi se da je crkva bila zidana klesanim kamenom sa žbukom. To je bila jednobrodna crkvica s pravokutnom apsidom iznutra. Vanjska dužina zidova iznosi 6 m, a vanjska širina 3,83 m. Zidovi su debeli 45 cm. Dubina pravokutne apside je 1,20 m, a širina 1,80 m. Apsida u crkvici nije simetrično smještena, za 20 cm je bliže južnom zidu crkve. Ulazna vrata su bila široka 75 cm. 
U samoj crkvici je postavljan stećak (1,90 X 1,35 m). Smješten je više prema jugoistočnom kutu crkve. Na stećku je uklesan štit, iza njega mač, a na štitu je reljefno isklesan polumjesec. Ispod tog stećka je ozidana grobnica. S obzirom na njenu veličinu, može se zaključiti da je to bila porodična grobnica. Crkva je, prema tome, bila grobna crkva. Narod ovu crkvu naziva Ćeklina crkva, kao što i dol izvan groblja naziva Ćeklin do. U narodnom predanju se ništa više ne kaže o ovoj crkvi. Međutim u navedenom pismu dominikanca Bonaldija, na jednom mjestu se kaže: „U Zurovićima je daleko gore stanje. Crkva sv. Petra još stoji, ali bez crkvenog ruha, a ona sv. Tekle već je propala. Kad znamo da je selo Orah bilo u Žurovićima, onda je sigurno da je u oraškom groblju ta druga crkva, katolička crkva sv. Tekle. Nekadašnje ime Tekla u narodnom se govoru očuvalo kao Ćekla (1979:80). Iz ovog podatka vidimo da je još 1644. godine, ova crkva bila propala. Iz drugih izvora saznajemo da je u selu Orah, 1637. godine bilo 4 katolička domaćinstva, a toliko ih navodi i Bonaldi sedam godina kasnije. 
Ovo je jedina crkvina na ovom području sa sačuvanom pravokutnom oltarskom apsidom, a pravokutne apside su karakteristične za crkve prosjačkih katoličkih redova (franjevaca i dominikanaca) u Dalmaciji i Primorju. Podizanje ovakvih crkava u gradovima i selima počelo je u Hercegovini za vrijeme kraljice Jelene, žene srpskog kralja Uroša I, krajem 13. i početkom 14. stoljeća. Pretpostavlja se da je i crkva sv. Tekle u oraškom groblju mogla biti podignuta najranije u ovo vrijeme. Dvadesetak metara jugoistočno od ove crkvice, isto u groblju, nalazi se srušena grobljanska kućica. Svojim položajem u groblju i dimenzijama, Sparavala ona podsjeća na druge crkvine u Bobovištima, Slavogostićima i Zaplaniku. Ipak mještani tvrde da prije njenog podizanja, 1928. godine (kako na njenom nadvratniku piše), na ovom mjestu nije bilo tragova ranije građevine. Ona je tada ponovno podignuta. Pred vratima ove kućice, četiri metra ispred njih, je jedan veliki neukrašeni stećak u obliku sanduka. Mještani kažu da je tu sahranjena djevojka koja je u svatovskoj tuči poginula (1979:81). 
Bosanskohercegovački povjesničar umjetnosti Šefik Bešlagić je u ovom groblju nabrojao 22 stećka, od kojih je posebno zabilježio jedan ukrašeni koji se nalazi u srušenoj crkvici. Osim ovoga, Ljubo Sparavalo je zapazio još jedan koji je na vodoravnoj strani ukrašen tordiranim kružnim vijencem. Pored stećaka, u groblju su pronađeni i više nadglavnih kamenova koji nisu klesani. Na njima je samo uklesan jedva vidljiv ravnokraki krst.

## Stanovništvo

### 1991.
Nacionalni sastav stanovništva 1991. godine, bio je sljedeći:
ukupno: 36
- Srbi - 36

### 2013.
Nacionalni sastav stanovništva 2013. godine, bio je sljedeći:
ukupno: 34
- Srbi - 34

## Vanjske poveznice
- Topografska karta sela Orah (Federacija Bosne i Hercegovine, Bosna i Hercegovina)